# Assesse
Assesse (wa. Assèsse) – miejscowość i gmina w Belgii, w Regionie Walońskim, w prowincji Namur, w okręgu Namur. 1 stycznia 2024 roku liczyła 7325 mieszkańców.

## Podział administracyjny
W skład gminy wchodzi sześć dzielnic (section):
- Courrière
- Crupet
- Florée
- Maillen
- Sart-Bernard
- Sorinne-la-Longue